# W.A. Tremayne
W.A. Tremayne, nome completo William Andrew Tremayne (Portland, 26 novembre 1864 – Montréal, 2 dicembre 1939), è stato un commediografo, sceneggiatore e attore canadese.
Si firmava anche Wm. A. Tremayne, William A. Tremayne, William L. Tremayne, W.L. Tremayne.

## Biografia
Suo padre era uno dei più prominenti cittadini del Québec e la madre era figlia di un professore universitario. Nato probabilmente per caso negli Stati Uniti, W.A. Tremayne studiò a Montreal dove trovò anche il suo primo lavoro presso le ferrovie canadesi.
Cominciò ad occuparsi di cinema verso i trent'anni. Mentre lavorava per il teatro, iniziò a scrivere sceneggiature per la Vitagraph che lo mise sotto contratto, stipulando un accordo per il quale lui avrebbe dovuto sfornare ogni settimana una sceneggiatura per i cortometraggi della compagnia. Molti di questi film furono interpretati da John Bunny e Flora Finch, che, anche per merito loro, divennero delle star del cinema comico.
Tremayne lavorò per il cinema fino alla metà degli anni dieci. In seguito, si dedicò al teatro - che non aveva mai abbandonato - scrivendo numerose commedie. Fu anche regista e attore, lavorando con diverse compagnie amatoriali di Montreal. Negli anni trenta, Tremayne andò incontro a molti guai finanziari, tanto che dovette sostentarsi con l'aiuto degli amici. Continuò a scrivere, ma la sua carriera era ormai compromessa. Non ci sono sue fotografie che possano documentare il suo aspetto e mancano altre informazioni su di lui. Pare che fosse un puritano e ha vissuto da scapolo i suoi ultimi giorni vivendo in una stanza singola al 362 di Milton Street, a Montreal. Gran parte della sua produzione teatrale è andata distrutta, ma resta senz'altro uno dei più prolifici commediografi canadesi.

## Filmografia
- The Geranium, regia di Van Dyke Brooke (1911)
- The Thumb Print, regia di Van Dyke Brooke (1911)
- Captain Jenks' Dilemma (1912)
- Captain Jenks' Diplomacy, regia di Van Dyke Brooke (1912)
- Wanted, a Sister, regia di James Young (1912)
- The Light of St. Bernard, regia di Albert W. Hale (1912)
- Flirt or Heroine, regia di Van Dyke Brooke (1912)
- The Bond of Music, regia di Charles Kent (1912)
- Captain Barnacle's Waif, regia di Van Dyke Brooke (1912)
- Mrs. Lirriper's Lodgers, regia di Van Dyke Brooke (1912)
- A Mistake in Spelling, regia di James Young (1912)
- Poet and Peasant, regia di William V. Ranous (1912)
- Captain Barnacle, Reformer, regia di Van Dyke Brooke (1912)
- The Servant Problem; or, How Mr. Bullington Ran the House (1912)
- O'Hara, Squatter and Philosopher, regia di Van Dyke Brooke (1912)
- O'Hara Helps Cupid, regia di Van Dyke Brooke (1913)
- Tim Grogan's Foundling, regia di Van Dyke Brooke (1913)
- O'Hara's Godchild, regia di Van Dyke Brooke (1913)
- Red and White Roses, regia di William Humphrey e Ralph Ince (1913)
- His Honor, the Mayor, regia di Frederick A. Thomson (1913)
- The Mouse and the Lion, regia di Van Dyke Brooke (1913)
- Checkmated, regia di Laurence Trimble (1913)
- The Artist's Great Madonna, regia di Van Dyke Brooke (1913)
- O'Hara and the Youthful Prodigal, regia di Van Dyke Brooke (1913)
- Tricks of the Trade, regia di Frederick A. Thomson (1913)
- The Silver Cigarette Case, regia di Van Dyke Brooke (1913)
- O'Hara as a Guardian Angel, regia di Van Dyke Brooke (1913)
- An Old Man's Love Story, regia di Van Dyke Brooke (1913)
- Dr. Crathern's Experiment, regia di Van Dyke Brooke (1913)
- The Troublesome Daughters, regia di Frederick A. Thomson (1913)
- A Faithful Servant, regia di Maurice Costello (1913)
- When Glasses Are Not Glasses, regia di Van Dyke Brooke (1913)
- The Lonely Princess, regia di Maurice Costello (1913)
- Cupid Versus Women's Rights, regia di Maurice Costello (1913)
- Matrimonial Manoeuvres, regia di Maurice Costello e Wilfred North (1913)
- The Doctor's Secret, regia di Van Dyke Brooke (1913)
- The Warmakers, regia di Maurice Costello e Robert Gaillard (1913)
- The Right Man, regia di Frederick A. Thomson (1913)
- The Sale of a Heart, regia di Maurice Costello e da Robert Gaillord (Robert Gaillard) (1913)
- The Honorable Algernon, regia di Van Dyke Brooke (1913)
- Her Husband's Friend, regia di Hardee Kirkland (1913)
- The Education of Aunt Georgiana, regia di Maurice Costello e Robert Gaillard (come Robert Gaillord) (1913)
- A Wayward Daughter, regia di Van Dyke Brooke (1914)
- In Arcadia